# Hongkonški dolar
Hongkonški dolar (znak: $, kod: HKD, oznaka: 344) je službena valuta u Hong Kongu. To je 9. valuta kojom se najviše trguje u Svijetu. Alternativni kod za Hongkonški dolar je HK$ kako bi se razlikovao od drugih dolar-denominiranih valuta. 1 HKD dijeli se na 100 centi.

## Etimologija
U formalnom kantonskom jeziku se za hongkonški dolar koristi oznaka 圓. U govornom kantonskom jeziku koristi se oznaka 蚊, vjerojatno kao transliteracija prvome slogu "novac" iako neki sugeriraju da je to oznaka od riječi "korupcija" (緡). 元 se također neformalno koristi kao oznaka za hongkonški dolar. 1 HKD podijeljen je na 100 centi, s oznakom 仙 (transliteracija riječi "cent") koji se koriste kao kovanice. 分 je oznaka za cent na mandarinskom jeziku. Iznos od 10 centi zove se 1 houh (毫 na kantonskome jeziku, 毫子 u kolokvijalnom govoru, te 角 na mandarinskom jeziku). Također koristi se i riječ "mil", poznatija kao "čovjek" ili "tsin" na kantonskome (文 ili 千 u govornome kantonskom i mandarinskom).
Za izražavanje cijena u govornome kantonskome jeziku, npr. 7,80 HKD, koristi se fraza 七個八 (chat go baat, odnosno "sedam cijela osam"). U financijskome smislu gdje postoje cjelobrojne vrijednosti u centima, npr. 6,75 HKD, koristi se fraza 六個七毫半 (luhk go chat houh bun) što bi značilo "šest i sedam i pol houha". To znači 6 dolara i sedam i pol houha, tj. 75 hongkonških centi, jer je 1 houh = 10 centi.
Zanimljivo je da se kantonska riječ "bun" koja se u ovome primjeru spominje, identično govori na američkom engleskom jeziku, tj. "boon" što znači "blagodat".
Za cijenu od primjerice 7,08 HKD koristi se oznaka 七蚊零八仙, odnosno sedam dolara "ling" (nula) osam centi.

### Nazivi u slengu
U Hong Kongu se koriste sljedeći slengovi i odnose na različite iznose novca:
- centi - 辰砂: rijetko se koristi, literarno "cinnabar", u doslovnome prijevodu "mala veličina", a koristi se u kineskoj medicini.
- pet centi (5¢) - 斗零: kovanica od 5 centi težine od 1,37 grama, više nije u optjecaju.
- 1 HKD - 大餅: u doslovnome prijevodu "veliki kreker".
- 10 HKD - 草 / 兜 / 條: u prijevodu sa slenga to bi značilo: trava / čaša / pruga. Koristi se za 10 HKD u kovanici.
- 10 HKD - 青蟹: u prijevodu znači "zeleni papir". Time se naznačava da se govori o staroj banknoti, odnosno novčanici zelene boje.
- 10 HKD - 花蟹／公仔紙: u prijevodu znači "šareni papir". Time se aludira na novu novčanicu šarene boje koja je ušla u optjecaj.
- 100 HKD - 舊水: literarno "oblog od vode". Riječ "voda" u kantonskome jeziku koristi se za riječ "novac".
- 100 HKD - 紅底、紅衫魚: u prenesenom smislu bi označavalo jednu vrstu crvene ribe, odnosno time se aludira na crvenu boju novčanice od 100 hongkonških dolara.
- 500 HKD - 大牛: literarno "veliki bik", zbog slike bika na predratnoj novčanici.
- 1000 HKD - 金牛: literarno "zlatni bik", zbog novčanice zlatne boje.
- 1000 HKD - 棟: literarno "zgrada".
- 10 000 HKD - 皮: literarno "koža".
- 10 000 HKD - 雞嘢: literarno "pile".
- 10 000 HKD - 餅: literarno "kreker".
- 1 000 000 - 球: literarno "lopta", u slengu je to izraz kada se kupuju dionice.
- 1 000 000 000 - 碼: literarno "dvorište".

Neke od tih izraza i slengova koriste i "prekomorski Kinezi" kako bi ih se uputilo prema lokalnoj valuti hongkonškog dolara. Prekomorski Kinezi je simbolični naziv za djecu kineskih emigranata koja su rođena u inozemstvu od roditelja koji su zbog financijskih ili političkih razloga morali napustiti Kinu.

## Povijest
Kada je Hong Kong postao slobodna trgovačka luka 1841. godine, nije postojala lokalna valuta za svakodnevni financijski promet. Zbog toga su se u optjecaju koristile strane valute kao što su indijska rupija, španjolski dolar, meksički real, kineski novac te britanska valuta. 1845. godine određeno je da kovanice od 8 španjolskih dolara i meksičkih reala imaju vrijednost 4 šilinga i 2 penija.
1863. godine hongkonški dolar je vezan za srebro, u omjeru 1 dolar = 24,44 grama čistog srebra te su izdane prve hongkonške kovanice. Novčanice HKD-a su se također pojavile 1860-ih godina a izdavale su ih različite privatne banke.
Strane valute nastavile su cirkulirati u platnom prometu s hongkonškim dolarom, ali većina stranih valuta nije bilo prihvaćena kao vladin standard plaćanja. Zbog financijskih je gubitaka 1868. zatvoren "Hong Kong Mint", nakon dvije godine rada (strojevi su prodani Jardineu Mathesonu, koji ih je nakon toga prodao japanskoj Vladi).
Zamjena za kovanice hongkonškog dolara bio je srebrni trgovinski dolar koji se koristio u trgovanju sa SAD-om, Japanom i Velikom Britanijom.
1895. godine donesen je zakon kojime se pokušao regulirati promet kovanicama. 1935. godine srebrni standard je zamijenjen omjerom 1 britanska funta = 15,36 do 16,45 HK dolara. Hongkonška Vlada priznala je hongkonški dolar kao lokalnu novčanu jedinicu. No ipak, trebalo je pričekati 1937. godinu kada HKD postaje zakonsko sredstvo plaćanja. 1939. godine stavljen je fiksni tečaj koji je iznosio 1 GBP = 16 HKD., odnosno 1 HKD = 1 šiling i 3 penija.
Za vrijeme japanske okupacije Kine i Hong Konga tijekom 2. svjetskog rata, japanski vojni jen bio je jedino sredstvo svakodnevnog plaćanja u Hong Kongu. Kada je japanski vojni jen prvi puta predstavljen 26. prosinca 1941., postavljen je tečaj 1 jen = 2 HKD-a. Međutim, u kolovozu 1942. tečaj je promijenjen na 1 jen = 4 HKD-a. 1. lipnja 1943. japanski vojni jen postaje jedino zakonsko sredstvo plaćanja u Hong Kongu.
Završetkom rata i oslobođenjem Hong Konga, hongkonška Vlada i ovlaštene lokalne banke trebale su riješiti pitanje vezano uz lokalnu valutu. Razmišljalo se o uvođenju predratnog tečaja od 1 GBP = 16 HKD. Japanski vojni jen zamijenjen je u tečaju 100 japanskih vojnih jena = 1 HKD. 6. rujna 1945. godine sve preostale novčanice jena proglašene su nevažećima.
1967. godine kada je devalvirao sterlinški tečaj hongkonškog dolara s britanskom funtom, tečaj je povećan s 1 šiling i 3 penija na 1 šiling i 4 i pol penija (odnosno 1 GBP = 14,5455 HKD). 1972. godine HKD je vezan za američki dolar s tečajem 1 USD = 5,65 HKD. Tečaj je revidiran 1973. na 1 USD = 5,085 HKD. Između 1974. i 1983. godine HKD je imao plutajući tečaj. 17. listopada 1983. hongkonški valutni odbor je utvrdio tečaj od 1 USD = 7,8 HKD.
18. svibnja 2005. uz nižu zajamčenu valutnu granicu, postavljena je i veća zajamčena valutna granica s tečajem 1 USD = 7,75 USD. Donja granica mijenjana je sa 7,80 na 7,85 u sljedećih pet tjedana. Hongkonški valutni odbor objasnio je da se ovim potezom nastoji suziti jaz između kamatnih stopa u Hong Kongu i onih u SAD-a.
"Temeljnim zakonom Hong Konga" i "Kinesko - britanskom zajedničkom deklaracijom" predviđeno je da Hong Kong zadrži punu autonomiju pri izdavanju vlastite valute. Valutu su izdavale Vlada Hong Konga i tri lokalne banke pod nadzorom hongkonškog valutnog odbora. Printanje valute vršio je "Hong Kong Note Printing Limited".
Banka može izdati hongkonški dolar ako postoji ekvivalent razmjene u američkom dolaru na depozit. Valutni odbor osigurava da se u Hong Kongu cijela monetarna baza hongkonškog dolara veže vezanim tečajem za američki dolar. Hongkonške valutne rezerve ubrajaju se među najveće na svijetu. Također, postoji i velika valutna rezerva američkih dolara. Procjenjuje se da je ona 2008. godine iznosila nešto više od 700 milijardi USD.

## Kovanice
1863. godine uvedene su kovanice od 1 mil-a (kantonski naziv za HKD) te od 1 i 10 centi. 1866. u promet su puštene kovanice od 5 i 20 centi te ½ i 1 HKD. Kovanice od 1 mil-a i 1 centa bile su izrađene su bronce a preostale kovanice od srebra. Proizvodnja 1 mil-a završena je 1866. dok je proizvodnja od ½ i 1 HKD prekinuta 1868. godine. Kovanice od pola dolara zamijenjene su onima od 50 centi. Proizvodnja srebrnih kovanica prestala je 1905. godine. Međutim, proizvodnja srebrnih kovanica nakratko je nastavljena tijekom 1932. i 1933. za proizvodnju kovanica od 5 centi.
1934. godine izdana je posljednja kovanica od 1 centa. Sljedeće godine predstavljene su kovanice od 5 i 10 centi od bakar-nikla, 1937. zamijenjene su onima od nikla, dok su između 1948. i 1949. zamijenjene kovanicama od nikal-mjeda. Kovanice od 50 centi proizvedene od bakar-nikla izdane su 1951. godine, no zamijenjene su onima od nikal-mjeda 1977. godine.
1960. uvedene su kovanice 1 HKD od bakar-nikla, no 1978. godine uvedene su nove kovanice manje veličine. 1975. godine uvedene su kovanice od 20 centi (nikal-mjed), 2 HKD (bakar-nikal) i 5 HKD (bakar-nikal). Kovanice od 5 HKD-a su 1980. zamijenjene onima debljeg, okruglog oblika. Kovanice od 5 centi posljednji puta izdane su 1979., no zadnji puta su proizvedene 1988. godine. 1994. uvedene su bi-metalne kovanice od 10 HKD-a.
Počevši od 1993. godine, kovanice s likom britanske kraljice Elizabete II. postupno su povučene iz optjecaja. Većina kovanica i novčanica koje cirkuliraju u prometu imaju otisnute simbole Hong Konga. Od svih otisnutih simbola najviše je korišten tamošnji tradicionalni cvijet Bauhinia blakeana. Preostale kovanice s likom kraljice Elizabete II. još su uvijek zakonsko sredstvo plaćanja, no one polako odlaze u povijest.
Budući da je redizajn kovanica bio vrlo osjetljiv u pogledu političkih i gospodarskih razloga, posao redizajna nije povjeren umjetniku nego je taj posao preuzeo Joseph Yam, izvršni direktor hongkonškog valutnog odbora. On je zatražio da se kao glavni simbol na gotovo svim kovanicama i novčanicama koristi već spomenuti cvijet Bauhinia blakeana, kao "politički neutralan dizajn".

## Novčanice
Pitanje hongkonškog dolara danas je uređeno temeljem Vladinog hongkonškog valutnog odbora. Na temelju dozvole i licence tog odbora, tri komercijalne banke izdaju novčanice za opću cirkulaciju u regiji. U većini zemalja Svijeta, pitanje nacionalne valute, odnosno novčanica vezano je isključivo za jednu središnju banku ili državu. Pitanje nacionalne valute Hong Konga je neobično jer je vezano uz hongkonški valutni odbor i tri komercijalne banke. Međutim, Hong Kong u tom pogledu nije i jedinstven, jer se usporedivi sustav koristi i u Velikoj Britaniji, gdje osam banaka rješava pitanje novčanica.
1845. godine osnovana je prva privatna banka Oriental Bank. Međutim, novčanice nisu izdavane do 1860-ih, kada su Oriental Bank, Chartered Bank of India, Australia and China i Hong Kong and Shanghai Banking počele izdavati prve novčanice.
1860-ih i 1870-ih izdane su novčanice u apoenima od 1, 5, 10, 25, 50, 100 i 500 HKD-a. Te novčanice nije prihvatio državni trezor za plaćanje pristojbi i poreza, iako su ih trgovci več prihvatili kao sredstvo plaćanja.
Završetkom 19. stoljeća ukinute su novčanice u vrijednosti od 25 HKD.
Temeljem "Pravilnika o valuti" iz 1935., novčanice u vrijednosti od 5 dolara koje su izdavale lokalne banke (Mercantile Bank of India Limited, Chartered Bank of India, Australia and China te Hong Kong i Shanghai Banking Corporation) deklarirane su kao zakonsko sredstvo plaćanja. Vlada je preuzela proizvodnju od 1 HKD te je uvela novčanice od 1, 5 i 10 centi zbog težine transporta kovanog novca tijekom 2. svjetskog rata. Razlog tome bio je što je brod koji je prevozio kovanice centa potonuo, dok je izrada novog kovanog novca bila vrlo rijetka. Neposredno prije japanske okupacije Hong Konga, pripremljene su novčanice od 5 kineskih yuana kao zamjena za 1 hongkonški dolar.
1945. godine, završetkom 2. svjetskog rata, nastavljena je proizvodnja papirnog novca koji je u suštini ostao nepromijenjen. Tada je Vlada izdavala kovanice od 1, 5 i 10 centi te novčanice od jednog dolara, dok su tri ovlaštene komercijalne banke izdavale novčanice od 5, 10, 50, 100 i 500 dolara.
Novčanice od 1 HKD zamijenjene su kovanicama 1960. godine. Na isti način zamijenjene su novčanice od 5 HKD 1975. dok su 1977. u promet uvedene novčanice od 1000 HKD. Banka Mercantile Bank apsorbirala je kod britanskog HSBC-a te je prestala tiskati novčanice.
1985. na financijsko tržište su uvedene novčanice od 20 HKD dok su 1993. uvedene kovanice od 10 HKD čime su banke zaustavile izdavanje novčanica iste vrijednosti. 1994. Hongkonški valutni odbor dao je banci Bank of China ovlaštenje da može izdavati novčanice.
U razdoblju od 1994. do 2002. manje-više su povučene novčanice od 10 HKD (izdavale su ih banke) "u korist" novih kovanica (izdavala ih je Vlada) iste vrijednosti. Danas novčanice od 10 HKD više nisu u uporabi iako još uvijek kruže na tržištu.
U srpnju 2007. izdana je svečana novčanica od 10 HKD u znak 10. obljetnice povratka Hong Konga u sastav NR Kine. Odlučeno je da će te novčanice cirkulirati u prometu kroz probno razdoblje od dvije godine. Međutim, na tržištu nema mnogo tih novčanica zbog velike potražnje među kolekcionarima.

## Tečaj HKD
Primarni cilj Hongkonškog valutnog odbora je održavanje stabilnosti tečaja u okviru vezanog tečaja, monetarnih operacija i drugih sredstava koje se smatraju neophodnima.
Važan dio vezanog tečaja su snažne službene rezerve Hong Konga, robusan bankarski sustav, fiskalna razboritost i fleksibilna gospodarska struktura.
Jim Rogers, poslovni partner Georgea Sorosa u financijskom fondu Quantum, rekao je da bi Vlada Hong Konga trebala usvojiti kineski yuan kao službenu valutu hongkonškog teritorija kada renminbi postane slobodno konvertibilan. Također, izjavio je: "Ovo je 2007, ne znam zašto hongkonški dolar uopće postoji ... imate gigantske susjede, koji su postali nevjerojatno veliko gospodarstvo u Svijetu".

### Povijest tečaja HKD
| Povijest tečaja HKD            | Povijest tečaja HKD                     | Povijest tečaja HKD |
| Razdoblje                      | Standard                                | Tečaj |
| ------------------------------ | --------------------------------------- | --- |
| 1863. – 1935.                  | Srebrni standard                        | Srebrni dolar bio je zakonsko sredstvo plaćanja                                                                                             |
| prosinac 1935. - lipanj 1972.  | Sterlinški standard                     | Standardni omjer u tečaju: *1£ = 16 HK$ (prosinac 1935. - studeni 1967.) *1£ = 14,55 HK$ (studeni 1967. - lipanj 1972.)                     |
| srpanj 1972. - studeni 1974.   | Fiksni tečaj oslonjen na američki dolar | Standardni omjer u tečaju: *1US$ = 5,65 HK$ (lipanj 1972. - veljača 1973.) *1US$ = 5,085 HK$ (veljača 1973. - studeni 1974.)                |
| studeni 1974. - listopad 1983. | Slobodni plutajući tečaj                | Standardni omjer u tečaju: *1US$ = 4,965 HK$ (25. studeni 1974.) *1US$ = 9,6 HK$ (24. rujna 1983.)                                          |
| 1983. - danas                  | Vezani tečaj                            | Standardni omjer u tečaju: *1US$ = 7,8 HK$ (1983. – 1998.) *1US$ = 7,75 HK$ (1998. – 2005.) *1US$ = 7,75 - 7,85 HK$ (svibanj 2005. - danas) |

## Vanjske poveznice
- SinoBanknote
- Povijest hongkonških banknota
- Numizmatika HKD-a
- Povijest kovanica hongkonškog centa
- Tečaj HKD kroz povijest, od 1975.  Arhivirana inačica izvorne stranice od 22. veljače 2012. (Wayback Machine)